# Tizi N'Test
Tizi N'Test es una pequeña ciudad y comuna rural en la provincia de Tarudant de la región de Sus-Masa-Draa en Marruecos. En el momento del censo de 2004, la comuna tenía una población total de 5391 personas que vivían en 906 hogares.

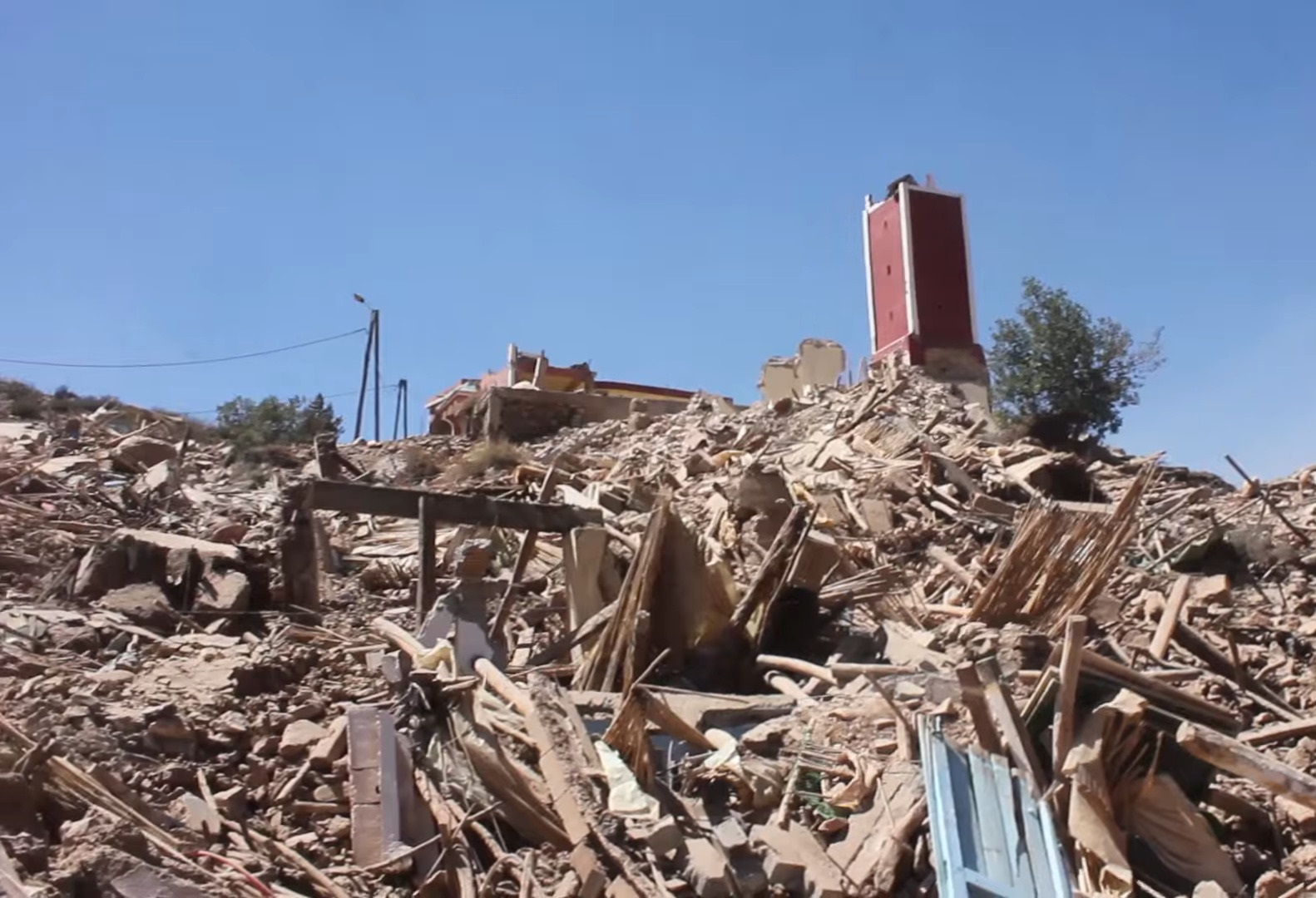
Derrumbes provocados por el terremoto del 2023.